# Nationalstadion von Laos
Das Nationalstadion von Laos, auch Chao-Anouvong-Stadion genannt, ist ein Stadion in Vientiane, Laos. Es wird derzeit überwiegend für Fußballspiele genutzt. 20.000 Zuschauer finden Platz. Das Nationalstadion liegt an der Khun Lu Bom Road im  Zentrum von Vientiane, unmittelbar neben dem Nationalmuseum und weniger als 1 km nordwestlich vom Präsidialpalast. Das Lao National Olympic Committee unterhält im Nationalstadion ein Büro.
2009 wurde das 17 km nordöstlich gelegene Neue Nationalstadion eröffnet, welches nun als Hauptstadion fungiert.